# Olej opałowy

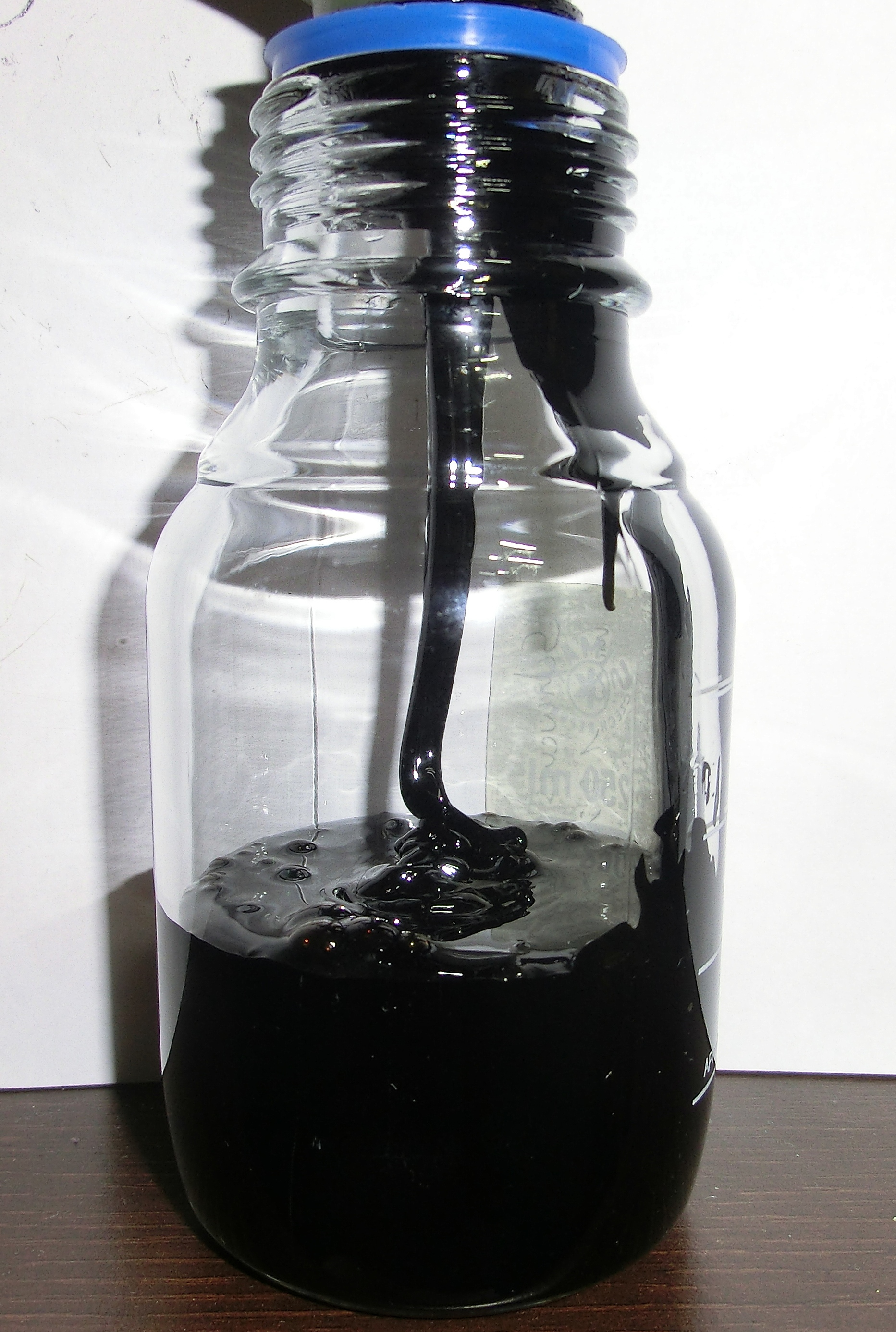
Olej opałowy

Olej opałowy – paliwo, będące produktem rafinacji (destylacji) ropy naftowej.
Podział olei opałowych
- lekki olej opałowy – olej napędowy stosowany do celów opałowych w instalacjach energetycznego spalania paliw oznaczony kodami CN ex 2710 19 43, ex 2710 19 46, ex 2710 19 47, ex 2710 19 48, ex 2710 20 11, ex 2710 20 15, ex 2710 20 17 oraz ex 2710 20 19;
- ciężki olej opałowy – olej stosowany do celów opałowych w instalacjach energetycznego spalania paliw oznaczony kodami CN od 2710 19 51 do 2710 19 68 i od 2710 20 31 do 2710 20 39.

Podział olei opałowych ze względu na zawartość siarki:
- lekki olej opałowy (oznaczonym kodami CN ex 2710 19 43, ex 2710 19 46, ex 2710 19 47, ex 2710 20 11, ex 2710 20 15 oraz ex 2710 20 17) do 0,1%;
- ciężki olej opałowy (oznaczonym kodami CN 2710 19 62, 2710 19 64, 2710 20 31 oraz 2710 20 35) do 1%.

Podział olei opałowych według gęstości:
- lekki olej opałowy 0,82-0,85 g/cm³
- średni olej opałowy 0,85-0,89 g/cm³
- ciężki olej opałowy > pow. 0,89 g/cm³

Olej opałowy lekki znajduje zastosowanie w kotłowniach przydomowych oraz w małych i średnich zakładach przemysłowych. Olej opałowy średni i ciężki stosuje się w instalacjach przemysłowych w dużych zakładach przemysłowych, czy elektrociepłowniach.